# Federação Catarinense do Desporto Escolar
Federação Catarinense do Desporto Escolar é a entidade responsável pela administração do desporto escolar no estado de Santa Catarina, fundada em 2 de março de 2001. É filiada à Confederação Brasileira do Desporto Escolar - CBDE.
Só após a obtenção de um espaço próprio para a sua sede administrativa, a FCDE iniciou as suas atividades operacionais. Isso ocorreu somente em 2007.

## Diretoria
- Presidente - Aurélio Rocha dos Santos
- Vice-Presidente - José Silva
- Secretário Geral - Luiz Lunardelli
- Diretor de Finanças - Valmir de Souza
- Diretor Técnico - Aldo Matos
- Diretor de Planejamento e Marketing - Paulo Cesar dos Anjos Gouvêa
- Assessor Jurídico - Claiton Ghiggi

Conselho fiscal
- Efetivos - Jorge Ricardo Martins - Carlos HUmberto Silva - Ageu César Henrique
- Suplentes - Pedro Maes Filho - José Bayer Neto - Márcio João de Souza